# Телапревир
Телапревир (VX-950), продаваемый под торговыми марками Incivek и Incivo, представляет собой фармацевтический препарат для лечения гепатита С, разработанный совместно Vertex Pharmaceuticals и Johnson & Johnson. Он является членом класса противовирусных препаратов, известных как ингибиторы протеазы. В частности, Телапревир подавляет сериновую протеазу NS3/4A вируса гепатита C. Телапревир показан только для использования против вирусных инфекций гепатита C генотипа 1, и не было доказано, что он влияет на другие генотипы вируса или является безопасным. Стандартная терапия пегилированным интерфероном и рибавирином менее эффективна, чем Телапревир, у пациентов с генотипом 1.

## Клинические испытания и одобрения
В рандомизированном контролируемом исследовании (PROVE3) пациентов, у которых стандартное лечение пегинтерфероном альфа-2a и рибавирином не помогло, повторное лечение с добавлением телапревира с большей вероятностью дало устойчивый вирусологический ответ (УВО), чем повторное лечение только пегинтерфероном альфа-2а и рибавирином. У пациентов, получавших пегинтерферон альфа-2а и рибавирин в течение года, добавление телапревира в течение 24 недель привело к достижению УВО 53 % по сравнению с 14 % у пациентов, которые не получали телапревир. В этом исследовании кратковременное лечение с использованием всего трех месяцев телапревира и шести месяцев лечения пегинтерфероном альфа-2а и рибавирином позволило достичь УВО 51 %. Во втором рандомизированном контролируемом исследовании (REALIZE) пациентов, у которых ранее был рецидив или имелась только частичная реакция, частота УВО была выше у пациентов, получавших телапревир (83-88 %), по сравнению с 24 % в контрольной группе. В третьем исследовании (ADVANCE) с участием ранее нелеченных пациентов, пациенты, принимавшие телапревир, имели УВО (от 69 % до 75 %) по сравнению с 44 % в контрольной группе.
28 апреля 2011 года Консультативный комитет Управления по санитарному надзору за качеством пищевых продуктов и медикаментов США (FDA) по противовирусным препаратам проголосовал 18-0 за рекомендацию одобрения Телапревира для людей с хроническим гепатитом C генотипа 1. Комитет рассмотрел данные клинических испытаний (включая результаты исследований фазы III ADVANCE, ILLUMINATE и REALIZE.), показавший, что сочетание телапревира с пегилированным интерфероном и рибавирином дает более высокий процент излечения — и за меньшее время — по сравнению с одной стандартной терапией. Это улучшение особенно заметно у пациентов с тяжелым лечением, включая пациентов с генотипом 1 HCV, людей с циррозом печени и тех, кто не имел реакцию на предыдущий курс терапии на основе интерферона. Боцепревир, разработанный фармацевтической компанией Мерк и Ко, также является новым препаратом против гепатита С, получивший положительную рекомендацию того же комитета. Телапревир был полностью одобрен для использования в США в мае 2011 года.

## Побочные эффекты
Самый частый побочный эффект — сыпь. Нежелательные явления 3 степени (в основном анемия и лейкопения/нейтропения) чаще встречались в группах телапревира, чем в контрольной группе (37 % против 22 %). После получения сообщений о серьезных кожных реакциях, в том числе со смертельным исходом, у пациентов, принимающих препарат против гепатита С Incivek (телапревир) в сочетании с препаратами пегинтерферон альфа и рибавирин (комбинированное лечение Incivek), FDA добавил предупреждение в виде черного ящика на этикетку этого продукта Vertex Pharmaceutical Inc. 19 декабря 2012 года Vertex Pharmaceutical объявила, что добавит предупреждение о возможных побочных эффектах в рамку на этикетках телапревира в США после «сообщения о небольшом количестве фатальных кожных реакций у пациентов, которые продолжали получать комбинированную терапию Incivek после того, как была выявлена серьезная кожная реакция». FDA сообщило, что два человека умерли от серьезных кожных реакций, вызванных комбинированным лечением Incivek, и в общей сложности у 112 пациентов развились серьезные кожные реакции двух разных типов.

## Доступность
Стоимость тройной терапии гепатита С на основе телапревира составляет $189 000 за один устойчивый вирусный ответ. 12 августа 2014 года Vertex Pharmaceuticals объявила о прекращении производства своего бренда телапревира, Incivek, в связи с падением спроса на препарат, вызванным конкуренцией со стороны более новых препаратов для лечения гепатита С.